# السباحتان (فلم)
السباحتان (بالإنجليزية: The Swimmers) هو فيلم دراما أمريكي من إخراج سالي الحسيني وبطولة الألماني ماتياس شفيغوفر، والسورية كندة علوش والبريطاني جايمس فلويد والشقيقتين اللبنانيتين ناتالي ومنال عيسى، والفلسطيني علي سليمان. عُرض الفيلم على منصة نتفليكس في عام 2022، واحتل الفيلم في قائمة أكثر 10 أعمال مشاهدة في المنصة "نيتفليكس" العربية. وبدأ إنتاج الفيلم في أبريل 2021 وتم بدأ التصوير في المملكة المتحدة ثم بلجيكا وتركيا.
وخلال عرضه، في نوفمبر من عام 2022، بالمفوضية السامية للأمم المتحدة لشؤون اللاجئين، أشادت مسؤولة أممية بفيلم "السباحتان" ووصفته بأنه "دليل على قوة وشجاعة ومثابرة" أكثر من مائة مليون شخص نزحوا قسرا حول العالم، وأنه "جرس التنبيه" و"الخطوة المرحب بها للغاية لكي يتضامن الجميع مع اللاجئين".

## أحداث الفيلم
يتناول الفيلم قصة يسرى وسارة مارديني، وهما فتاتان سوريتان تخوضان مغامرة الهجرة "غير الشرعية" إلى أوروبا، لتحققان حلمهما في المشاركة بالألعاب الأولمبية، وتدور أحداثه بين سوريا وتركيا وألمانيا والمجر واليونان.
تبدأ أحداث الفيلم من عام 2011 في إحدى ضواحي دمشق، العاصمة السورية، حيث تبدد الأحداث السياسية والأمنية في البلاد المضطربة حلم مدرب سباحة محلي في تمثيل بلاده في الأولمبياد، ليقرر تعليم بناته السباحة ليتحقق الحلم من خلالهن. ومع تدهور الأوضاع في سوريا، تصبح حياة الأسرة برمتها في خطر، لتفكر الفتاتان الكبيرتان في الأسرة (يسرا وسارة) لخوض مغامرة الهجرة إلى ألمانيا خصوصاً مع مقتل صديقتهما، ويرافقهما في هذه الرحلة ابن عمهما نزار، الذي يحلم هو الآخر بأن يصبح موسيقياً مشهوراً في أوروبا. ومن الهجرة عبر مياه البحار، يبدأ فصل جديد من المعاناة والتحدي للوصول إلى أولمبياد ريو عام 2016، وأولمبياد طوكيو عام 2020.

## الممثلون
- ناتالي عيسى بدور يسرى مارديني
- منال عيسى بدور سارة مارديني
- أحمد مالك بدور نزار
- ماتياس شفيغوفر بدور زفن
- جيمس كريشنا فلويد بدور عماد
- علي سليمان بدور عزت مارديني
- كندة علوش بدور ميرفت مارديني
- إلمي رشيد إلمي بدور بلال
- ناهل تزغاي بدور شذى

## عن الفيلم
فيلم السباحتان من إنتاج عالمي مشترك، وثاني الأفلام الطويلة للمخرجة البريطانية-المصرية سالي الحسيني، التي شاركت في كتابته مع جاك ثورن، كاتب سيناريو الحائز على عدة جوائز
وكشف سالي الحسيني، مخرجة الفيلم، إن بطلات الفيلم لم تكونا سباحتين قبل الفيلم، ولكنهما التزمتا ببرنامج تدريب على السباحة، وتم الاستعانة بسباحين ليشاركوا بدلا منهم في بعض مشاهد السباحة
وأنتج الفيلم في المملكة المتحدة وتركيا وبلجيكا، بإنتاج تيم بيفان وإريك فلنر من شركة "وريكنج تايتل"، بالاشتراك مع المنتجين علي جعفر وتيم كولي، والمنتج المنفذ ستيفن دالدري.
عرض الفيلم في مهرجان لندن السينمائي، بعد عرضه في افتتاح مهرجان تورونتو السينمائي الدولي في دورته الـ47، فيما كان العرض الأول للفيلم في الشرق الأوسط، في مهرجان القاهرة السينمائي الدولي في دورته الـ44، الذي عقد في الفترة بين 13 إلى 22 نوفمبر من عام 2022 بدار الأوبرا المصرية.
ودعت الفنانة المصرية إلهام شاهين الجميع لمشاهدة الفيلم "حتى يرى العالم ما عملته الحروب في الشعوب العربية". واعتبرت روفين مينيكديويلا، مديرة مكتب المفوضية في نيويورك، الفيلم بأنه يمثل "تذكيراً قوياً بأنه في حين أن اللاجئين هم أفراد فروا من الصراع أو الحرب أو الاضطهاد ويحتاجون إلى الدعم، إلا أنهم يجلبون معهم أيضاً مواهبهم المذهلة ومهاراتهم المتنوعة للمجتمعات التي ترحب بهم".
وقالت الناقدة السينمائية، مارلين سلوم، إن رؤية الكاتبين للقصة من منظور غير سياسي، واكتفائهما بالجانبين الإنساني والرياضي وضع السياسة في الخلفية التي لا تشغل بال الجمهور وتبعده عن التحليل والتفكير في أسباب الحرب، ما اعتبرته ميزة إيجابية.